# Nanh heo (thực vật)
Cây nanh heo (danh pháp hai phần: Sansevieria cylindrica) hay ngà voi là một loài cây cảnh trồng chậu có nguồn gốc từ châu Phi vùng nhiệt đới (Angola), cây này được gây trồng rộng rãi để làm cảnh ở chậu hay viền lối đi trong vườn.

## Đặc điểm
Cây nanh heo có thân rất ngắn, nhưng thân rễ bám chắc, mập, dài, mang 5-10 lá, xếp thành hai dãy trên mặt ngắn, nhưng thân trụ nhọn, có bẹ ở gốc, thuôn nhọn ở đỉnh, có rãnh, màu xanh đậm bóng có nhiều đốm vằn màu lục nhạt pha trắng làm thành các vân tròn.
Cụm hoa trên cuống chung dài, mập, thẳng đứng, ngắn hơn lá. Hoa màu trắng ngà có đốm hồng. cánh hoa 6 làm thành 1 ống mảnh trên chia 6 thùy dài. Nhị thò ra ngài bao hoa. Quả mọng có 1-3 hạt. Cây có dáng đẹp, dễ trồng, chịu được bóng, làm cây trang trí nội thất đẹp. Nhân giống bằng tách bụi, cắt các đoạn thân rễ có chồi và có rễ. Cây ít đòi hỏi đất đai tuy nhiên tránh úng ngập nước.

## Hình ảnh

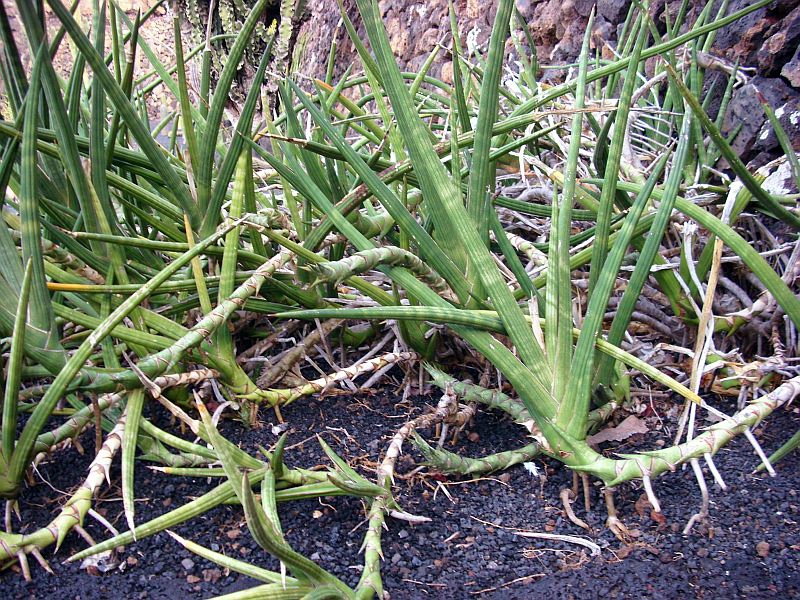
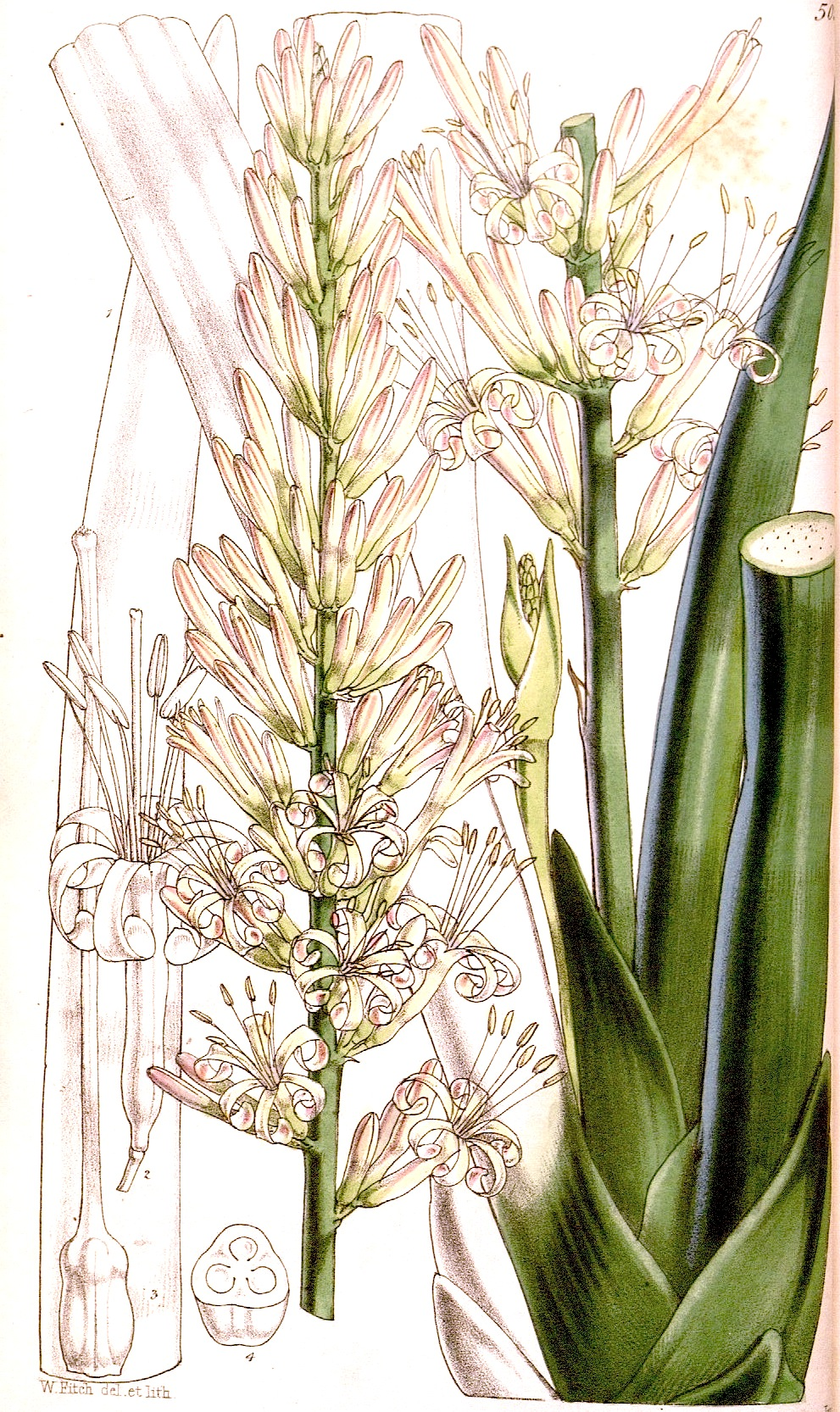
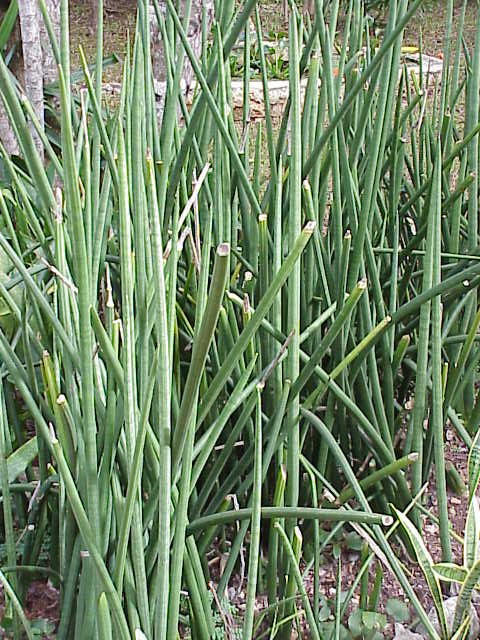
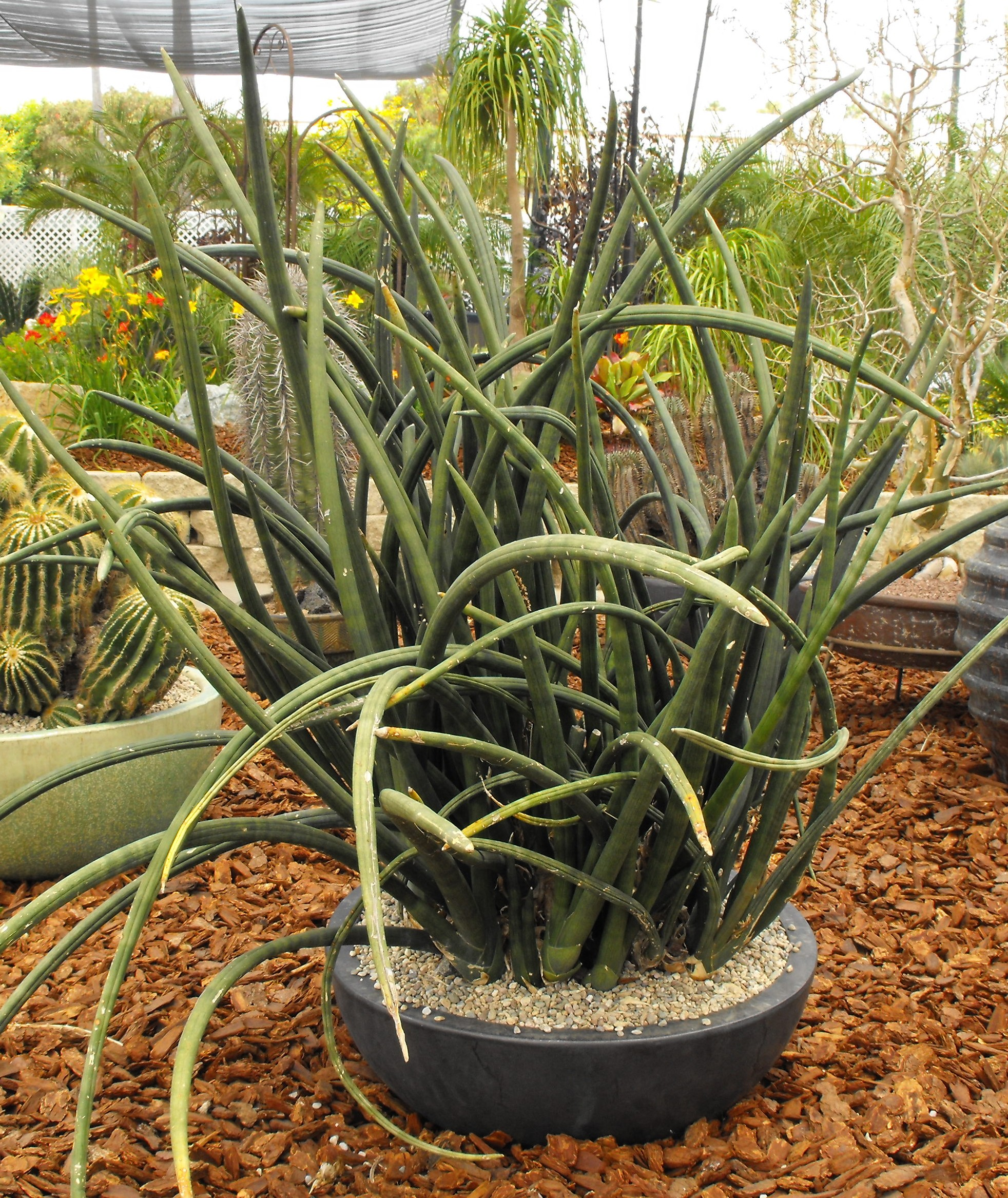
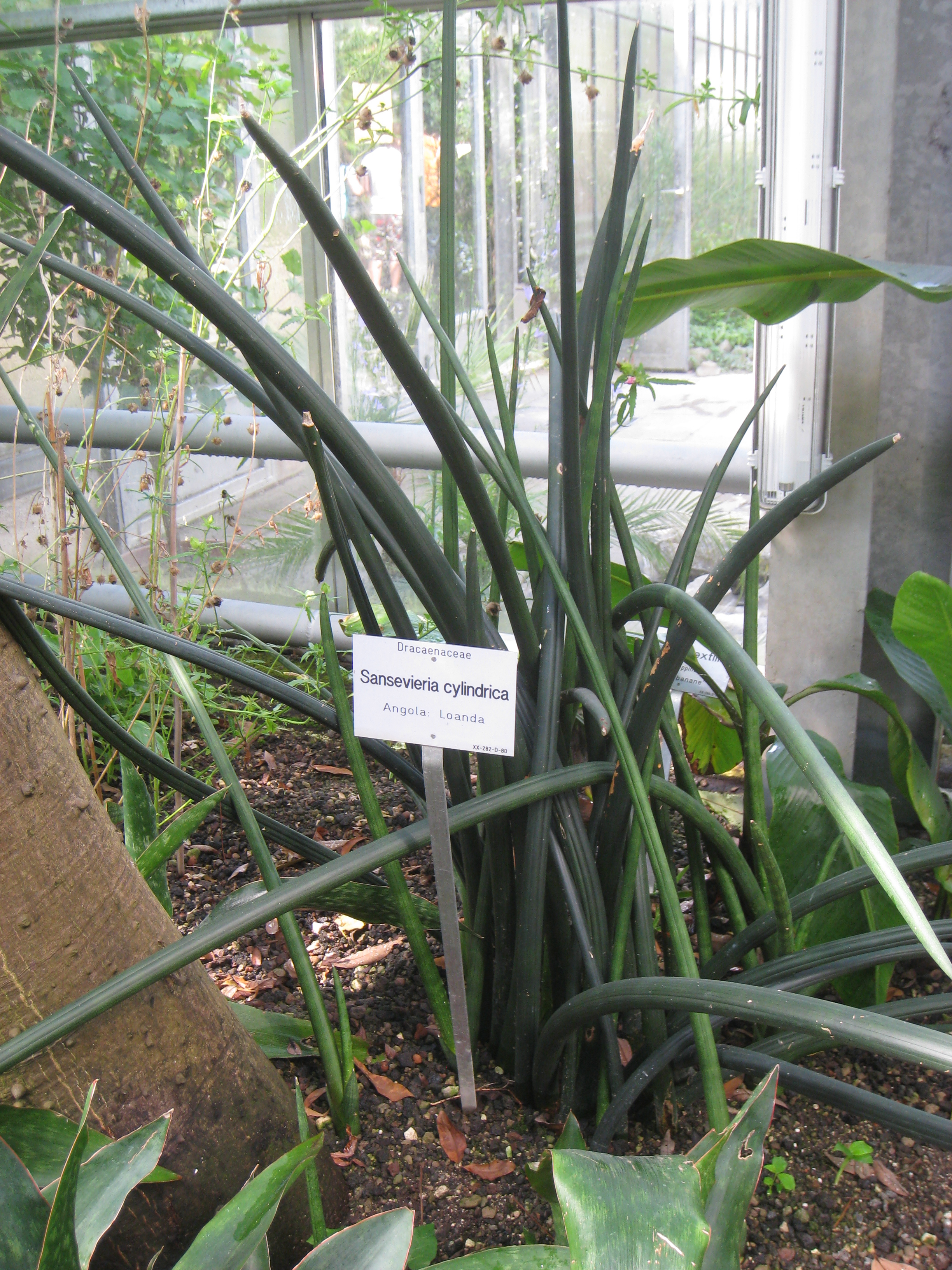
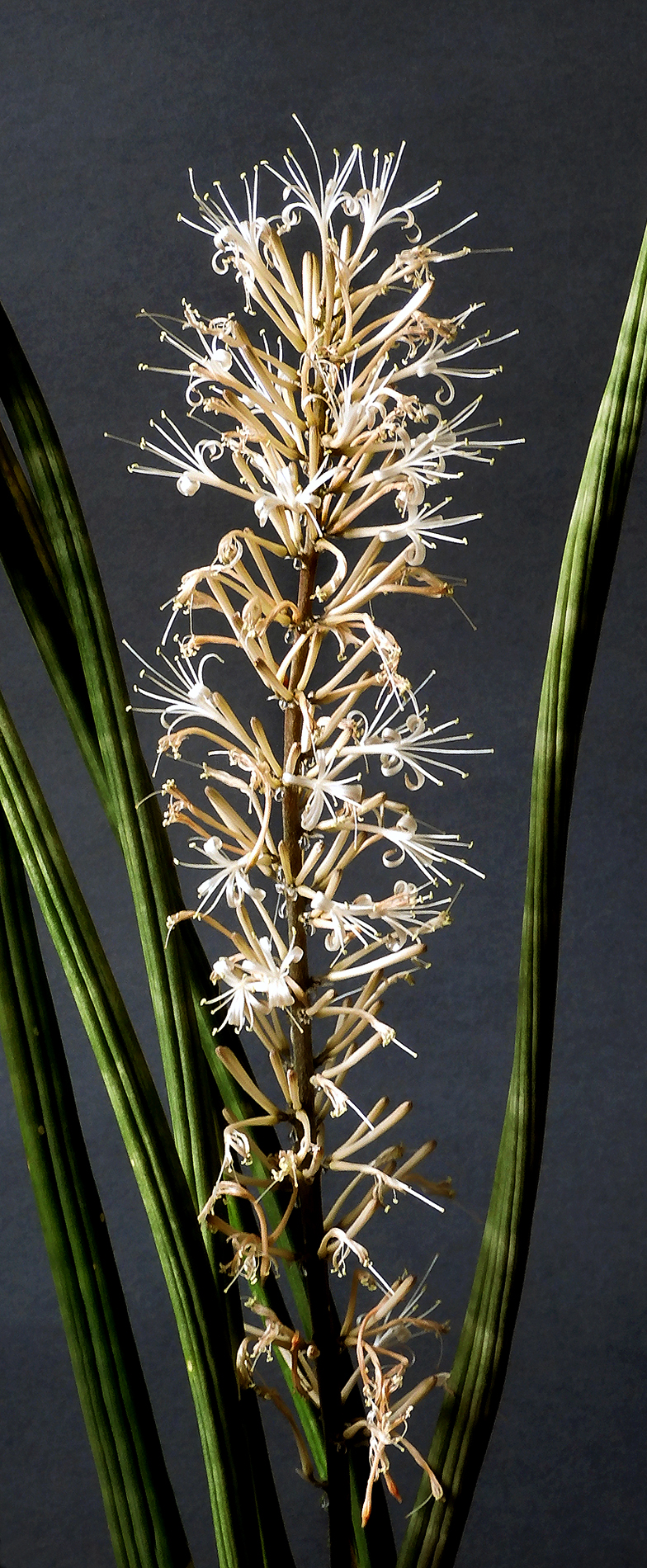